# 卡爾庫坦河
卡爾庫坦河是哈薩克斯坦的河流，位於該國北部，流經阿克莫拉州，處於首都努爾-蘇丹西北面140公里，河道全長223公里，流域面積17,400平方公里。

## 外部連結
- Qalqotan sa Geonames.org (cc-by); post updated 2012-06-05; database download sa 2015-05-23